# Charles-Louis Hanon
Charles-Louis Hanon (Renescure, 2 luglio 1819 – Boulogne-sur-Mer, 19 marzo 1900) è stato un pedagogo, compositore e organista francese.

## Il pianista virtuoso - 60 esercizi
Hanon fu un teorico dello studio del pianoforte, noto soprattutto per la sua opera Il pianista virtuoso - 60 esercizi, edita in Italia da Ricordi e Curci, divenuta uno dei testi canonici per la preparazione dei pianisti. Si sa poco della sua vita, suonava l'organo ma non è chiaro se ricevette un'istruzione musicale più avanzata.
Tale opera consta, come indica il titolo, di 60 esercizi, di differente complessità, tesi ad ottenere la progressiva scioltezza delle dita. Nell'introduzione, l'autore indica il suo intento, invitando l'allievo a praticare ripetutamente gli esercizi proposti, sottolineando che gli esercizi presentano le stesse difficoltà per tutte le dita, per parificare le dita "deboli" a quelle più forti. Da notare che le scale, al loro termine, presentano una cadenza, trasposta in tutte le tonalità.
Non mancano nel corso del testo numerose esortazioni dell'autore ad un regolare esercizio: nell'ultima pagina si cita il pianista Steibelt come esempio di una perfetta esecuzione del tremolo e il libro si chiude con un caloroso consiglio a ripetere ogni giorno tutti gli esercizi, almeno una volta. "È sufficiente solo un'ora", sostiene l'autore. In realtà è praticamente impossibile riuscire in un tempo così breve a suonare tutti i 60 esercizi (in media uno al minuto): se alcuni sono effettivamente brevi, altri sono costituiti dalle scale in tutte le tonalità e modi, che da soli richiederebbero svariati minuti.
La richiesta dell'autore di una assidua pratica è presente in tutto il testo, tanto che in molti casi gli spartiti si chiudono addirittura con un segno di ripetizione.
Il metodo Hanon, seppur nella sua notorietà, ha ricevuto diverse critiche: alcuni insegnanti o teorici, come Abby Whiteside e Chuan C. Chang hanno sostenuto che gli esercizi proposti per insegnare l'indipendenza e la scioltezza delle dita, sarebbero in grado di arrecare più danni che benefici. Se gli esercizi dividono i didatti, le brevi annotazioni dell'autore sparse nel metodo sono oggi ritenute errate poiché basate su ipotesi mai verificate dal punto di vista scientifico, come l'articolazione ad ogni costo delle dita. A difesa di Hanon, si deve dire che quei concetti sono stati insegnati per secoli e non ancora del tutto sradicati. La svolta avvenne quando Rudolf Breithaupt effettuò uno studio scientifico che pubblicò ad inizio '900 nella sua opera Die natürliche Klaviertechnik (La tecnica pianistica naturale), andando a studiare come suonavano alcuni virtuosi come Teresa Carreño dal punto di vista fisiologico. Notò che i virtuosi suonavano sfruttando (allora istintivamente ed inconsapevolmente) non soltanto le dita e la mano, ma il peso del braccio che stava in uno stato di rilassamento; ciò gli permise di individuare e formalizzare dei concetti che da allora poterono essere meglio studiati e consapevolmente insegnati, ponendo le basi delle scuole pianistiche moderne.
Tra i lati positivi dei brevi esercizi dell'Hanon, c'è la possibilità di potersi concentrare su una certa difficoltà senza imparare un brano o uno studio completo, ma ripetendo una semplice figura. Se l'esecuzione viene fatta correttamente e secondo i moderni metodi fisiologici (cioè ignorando i consigli dell'autore), si possono trarre dei benefici senza molto sforzo, almeno in una fase iniziale, poiché essi si esauriscono in breve tempo, ed in generale la stragrande maggioranza delle figure proposte, ripropone le stesse difficoltà, anche nella parte che l'autore chiama "trascendentale".
Inoltre tali semplici figure possono essere usate come esercizio per la trasposizione in chiave diversa, prima di cimentarsi con la trasposizione di un brano vero e proprio. 
La fama del metodo Hanon, comunque, ha fatto sì che fosse "esportato" anche ad altri strumenti. Charles Nunzio ha infatti scritto Hanon per Accordion, due volumi di esercizi ispirati agli stessi princìpi, mentre ne esiste anche una versione per chitarra.
Terziario francescano, Hanon divenne anche membro onorario dell'Accademia Nazionale di Santa Cecilia per volere di papa Pio IX.

## Principali composizioni musicali
- Bethléem, pastorale religieuse
- Le Jugement dernier, morceaux pour une réception d'orgue
- Le bourriquet de la mère Grégoire
- L'exilée
- Les montagnes de la Savoie
- Souvenirs de Bretagne
- Un rêve de bonheur